# Asagiri : Les Prêtresses de l'aube
Pour les articles homonymes, voir Asagiri (homonymie).
Asagiri : Les Prêtresses de l'aube (朝霧の巫女, Asagiri no Miko) est un manga écrit et dessiné par Hiroki Ugawa. Il a été prépublié dans le magazine Young King Ours de l'éditeur Shōnen Gahōsha entre mars 2000 et août 2007, et cinq tomes sont sortis par cet éditeur. Les tomes 6 à 9 sont sortis directement en tomes reliés entre décembre 2009 et avril 2013. Le manga est licencié en France par Ki-oon, mais seuls les quatre premiers tomes sont actuellement publiés.
Il a été adapté en anime de 26 épisodes entre juillet et décembre 2002 par les studios Chaos Project et Gansis.

## Anime
Liste des épisodes
1. Les trois jeunes sœurs font leur apparition.
2. Problème lors de la cérémonie entrée de l'école.
3. Formation du comité sanctuaire
4. La vierge du comité sanctuaire est la recherche d'Applica.
5. Réunion du conseil de Miko.
6. Le grand entraînement des Miko.
7. Lumières shamaniques.
8. Yagarena
9. Le chat monstre Gale
10. Grande réunion des Miko
11. Une leçon d'amour passionné
12. Festival de musique Disturbing
13. Une histoire de fantôme de la mort en mer
14. Les prêtresses du crépuscule
15. L'étrange histoire des nouvelles élèves
16. La lettre d'amour de Seiko
17. Les difficultés de Shizuka
18. L'étrange légende du chat Shouwade
19. Chika cause des problèmes
20. Discussion sur le net pour Sakibara
21. Chimère
22. Un prélude à la fin
23. Saniwa
24. Tsukumogami
25. Contre-Attaque du conseil des Miko
26. Le mythe de la brume matinale